# FC Lokomotiv Kiev

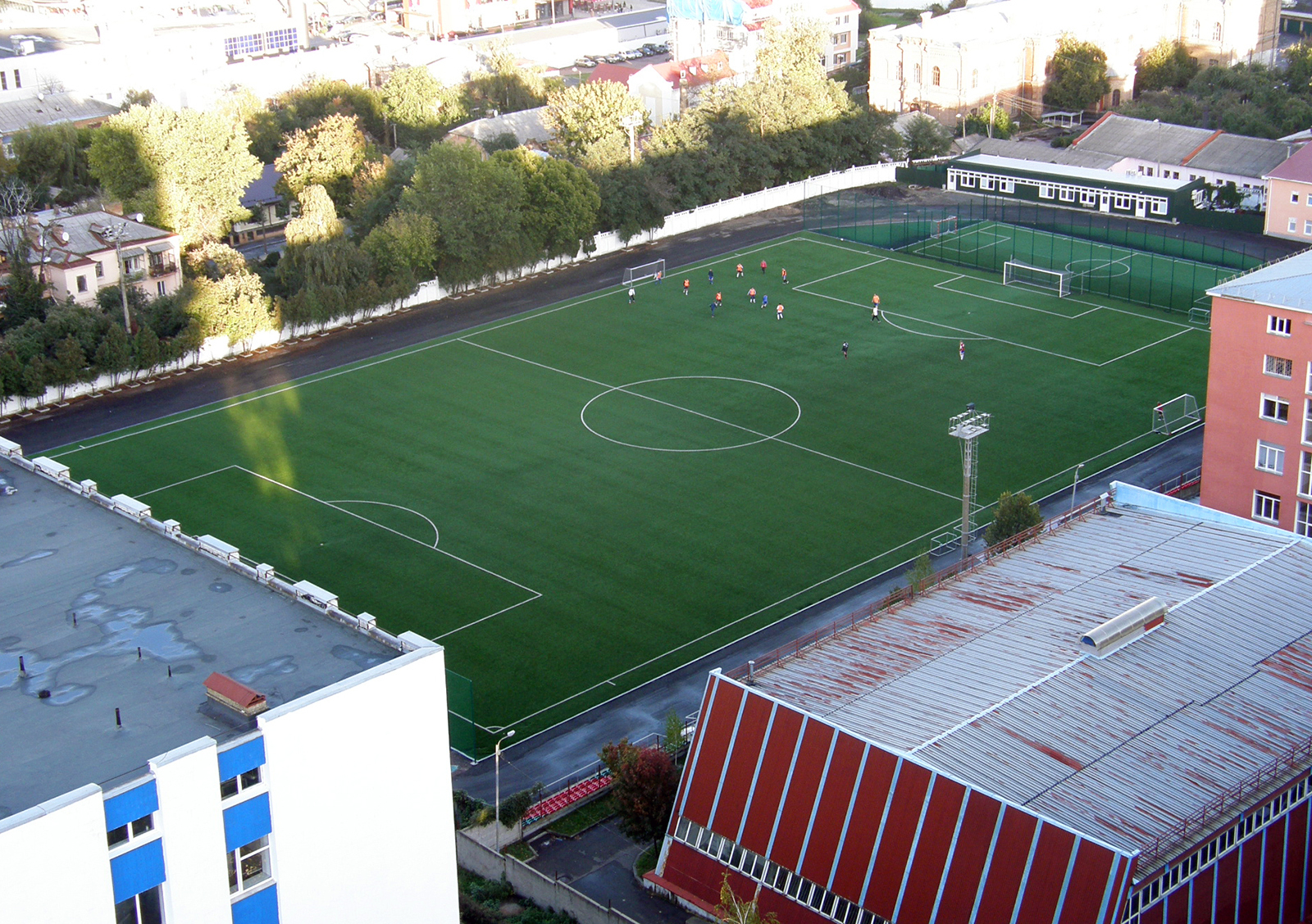
El Lokomotyv Stadium en Kiev.

El FC Lokomotiv Kiev es un equipo de fútbol de Ucrania que juega en el Campeonato de Kiev, quinta división de fútbol en el país.

## Historia
Fue fundado en el año 1919 en Kiev con el nombre ZhelDor, que significa Línea Ferroviaria en ucraniano. En 1936 se une a la Sociedad Deportiva Soviética Lokomotiv y cambia su nombre por el actual.
Dos años más tarde llega a jugar por primera vez en la Primera División de la Unión Soviética, siendo su única temporada en la máxima categoría de la desaparecida Unión Soviética en la que terminó en el lugar 17.
Luego de finalizar la Segunda Guerra Mundial, el primer equipo desaparece en 1947, aunque su equipo aficionado no corrió con la misma suerte y permaneció a nivel regional, con lo que posteriormente fue refundado.
El club es más conocido por la escuela de formación de jugadores que tienen, los cuales son vendidos a los equipos europeos debido a las facilidades en infraestructura que facilitan su desarrollo.

## Jugadores

### Jugadores destacados
- Oleksandr Yakovenko